# Andrei Nikolajewitsch Krassulin

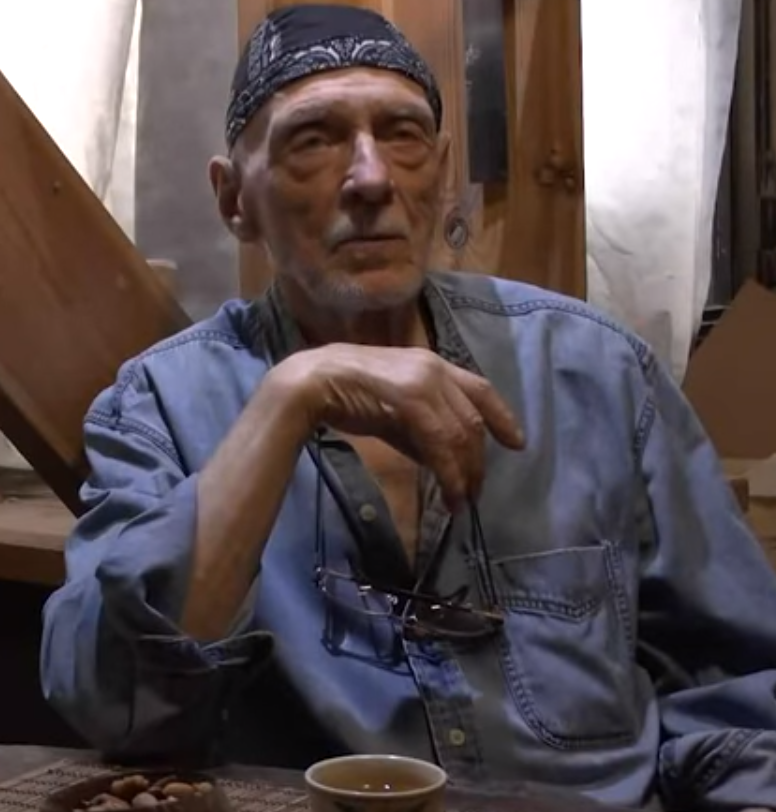
Andrei Nikolajewitsch Krassulin im Juli 2014

Andrei Nikolajewitsch Krassulin (auch Andrei Krasulin, russisch Андрей Николаевич Красулин; * 20. Oktober 1934 in Moskau, UdSSR) ist ein russischer Künstler und Bildhauer. Er ist der dritte Ehemann der Schriftstellerin Ljudmila Ulizkaja.

## Leben
Andrei Krasulin wurde 1934 im Stadtteil Arbat in Moskau geboren. Bereits als Jugendlicher besuchte Krasulin Kunstkurse, welche abends von der Grundschule angeboten wurden. 1949 gelang ihm die Aufnahmeprüfung an eine Kunstschule. Später folgte die Ausbildung an der Moskauer Hochschule für Kunst (ehemals Stroganow Akademie) bei Saul Rabinowitsch, Fachgebiet Bildhauerei. Nach dem Studiumsabschluss erhielt Andrei Krasulin eine Anstellung als Bildhauer bei der Errichtung des Palastes der Sowjets. 1961 wurde er Künstler am Polytechnischen Museum in Moskau, ab 1964 arbeitete Krassulin in einem Gruppenatelier in Moskau. Seinen Lebensunterhalt verdiente er mit zahlreichen Aufträgen für die Ausschmückung öffentlicher Gebäude in der ganzen Sowjetunion. In den 90er Jahren nahm er erstmals mit seinen Werken an Gruppenausstellungen in Moskau und in Italien teil und bezog ein neues Atelier. Nun begann er, auch mit Farben zu arbeiten und sich als Maler zu betätigen. Ab Mitte der neunziger Jahre schaffte Andrei Krasulin Grab- und Gedenkmonumente, so zum Beispiel für die Opfer des Moskau-Wolga-Kanals und des Konzentrationslagers Ebensee. 2005 widmeten ihm das Staatliche Russische Museum in Sankt Petersburg und die Tretjakow-Galerie in Moskau eine Einzelausstellung.

## Ausstellungen
- 2009: Nonconformists, The Second Russian Avant-garde, 1955-1988. Slowakische Nationalgalerie[1]
- 1992: Tretjakow-Galerie, Moskau.
- 2008: Bronze über Mandelstam, Moskauer Architekturmuseum, Moskau.
- 2005-06: Revision des Materials, Tretjakow-Galerie, Moskau.
- 2005: Lifestyle, Tretjakow-Galerie, Moskau und Russisches Museum[2][3], Sankt Petersburg.
- 2003: Moskauer Abstraktion. Zweite Hälfte des 20. Jahrhunderts, Tretjakow-Galerie, Moskau.
- 2001: Abstraktion in Russland: 20. Jahrhundert, Russisches Museum Sankt Petersburg.
- 1992: Tretjakow-Galerie, Moskau.
- 1992: Paris – Moskau, Tretjakow-Galerie, Moskau.

## Sammlungen
- Tretjakow-Galerie in Moskau[4]
- Russisches Museum, Sankt Petersburg
- Ludwig Forum für Internationale Kunst, Aachen, Deutschland.
- Sammlung E. Nutovich rus. Евгений Михайлович Нутович, Moskau.
- Sammlung Mikhael Alshibaya, Moskau[5]

## Publikationen
- Andrei Krasulin: Lifestyle. Sculpture. Painting. Graphic. Palace Editions, Bad Breisig 2005, ISBN 3-938051-10-8. (Katalog mit zahlreichen Bildern und Texten zur Einzelausstellung von Andrei Krasulin im  Staatlichen Russischen Museum, St. Petersburg und in der Tretjakow-Galerie, Moskau)